# Pristimantis orcesi
Pristimantis orcesi är en groddjursart som först beskrevs av Lynch 1972.  Pristimantis orcesi ingår i släktet Pristimantis och familjen Strabomantidae. IUCN kategoriserar arten globalt som livskraftig. Inga underarter finns listade i Catalogue of Life.